# Air Urga
Air Urga (Oekraïens: Міжнародна акціонерна авіаційна компанія «УРГА»), is een Oekraïense luchtvaartmaatschappij met thuishaven in Kropyvnytsky. Air Urga vliegt zowel chartervluchten als vrachtvluchten tussen verschillende Oekraïense vliegvelden alsook naar buitenlandse bestemming waaronder Turkije, Congo-Brazzaville, Kenia en Rwanda, en ook reguliere vluchten. Air Urga is voornamelijk gestationeerd op de luchthaven Kirovohrad (KGO) en de Internationale Luchthaven Kryvyi Rih (KWG).

## Geschiedenis
De luchtvaartmaatschappij werd opgericht en begon te vliegen in augustus 1993. Ze werd opgericht door International Joint Stock Aviation Company URGA, die zich in het begin richtte op chartervluchten. Reguliere passagiersvluchten van Kiev en Kryvy Rih begonnen in mei 1997. Air Urga is bezit van het Staatseigendom Fonds Oekraïne (51%) en de Lyktos Group of Companies (47%).

## Vloot
De luchtvloot van Air Urga bestaat uit de volgende vliegtuigen (mei 2014):
- 8 SAAB 340B (passagiers)
- 7 Antonov An-24RV (passagiers)
- 5 Antonov An-26B-100 (vracht/passagiers)
- 5 Antonov An-26B (vracht)
- 1 Cessna-172R (training / excursievluchten)